# Llano de la Consolación
 (août 2023).
Améliorez-le ou discutez des points à vérifier. 

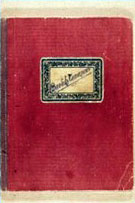
Journal de fouilles de El Llano de la Consolación.

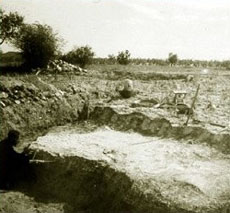
L'archéologue Joaquín Sánchez Jiménez, pendant les fouilles.

Llano de la Consolación est un site ibérique situé dans la municipalité de Montealegre del Castillo (Albacete), en Espagne, à 8 km à peine du site de Cerro de los Santos. Seule une partie de la nécropole a été fouillée, dans laquelle de nombreux vestiges sculptés ont été découverts. Les sépultures étaient des sépultures à incinération et les os restants de l'incinération ainsi que quelques objets funéraires ont été placés dans l'urne. Les tombes varient de simples structures en briques crues à des structures plus complexes en pierre de taille.